# Franklin (Nyugat-Virginia)
Franklin város az USA Nyugat-Virginia államában. Lakosainak száma 495 fő (2020. április 1.).

## Népesség
A település népességének változása:

| 2010 | 721 |
| 2020 | 495 |